# Миклей, Геннадий Валерьевич
Геннадий Валерьевич Миклей (25 октября 1907 — 2 августа 1941) — советский военачальник, командир 209-го горно-стрелкового полка (02.09.1940 — 02.08.1941), майор. Герой Советского Союза (9 ноября 1941, посмертно). Погиб в бою

## Биография
Геннадий Миклей родился 25 октября 1907 года в Александровске (ныне — Запорожье). Окончил сельскохозяйственный техникум и первый курс сельскохозяйственного института. 
В 1929 году призван на службу в Рабоче-крестьянскую Красную Армию. 
С первого дня Великой Отечественной войны — на её фронтах, командовал 209-м горнострелковым полком 96-й горнострелковой дивизии 18-й армии Южного фронта.
5 июля 1941 года Миклей с группой бойцов, насчитывавшей 50 человек, совершил ночной налёт на штаб немецкого подразделения, успешно захватив его. 25 июля 1941 года в бою у села Тростянец Винницкой области Украинской ССР полк Миклея уничтожил около 670 немецких солдат и офицеров и подбил 42 танка. В критический момент боя Миклей сам поднял своих подчинённых в атаку. 2 августа 1941 года полк Миклея остался прикрывать отход своей дивизии в районе села Красногорка Голованевского района. В тех боях полк нанёс противнику большие потери. Миклей был ранен, но продолжал руководить полком, пока не был убит осколком немецкой мины. Похоронен в Красногорке.
Указом Президиума Верховного Совета СССР от 9 ноября 1941 года за «образцовое выполнение боевых заданий командования на фронте борьбы с немецкими захватчиками и проявленные при этом мужество и героизм» майор Геннадий Миклей посмертно был удостоен высокого звания Героя Советского Союза. Также был награждён орденами Ленина и Красной Звезды.
В честь Миклея названы улица и школа в посёлке Голованевск, установлен горельеф в городе Каменка-Днепровская.